# جایزه جنگندگی در تور دو فرانس
جایزه جنگندگی جایزه‌ای است که در تور دو فرانس به رکابزنان اعطا می‌شود. این جایزه برای رکابزنانی است که همواره در حملات حضور دارند و از گروه اصلی فرار می‌کنند. از سال ۱۹۸۱ تاکنون برندهٔ این جایزه نتوانسته‌است در همان دوره، برندهٔ رده‌بندی اصلی شود.

## تاریخچه
از سال ۱۹۵۲ پس از هر مرحله جایزه‌ای به جنگنده‌ترین رکابزن آن مرحله داده می‌شد. در پایان تور دو فرانس ۱۹۵۶ آندره داریگاد به عنوان مهاجم‌ترین رکابزن معرفی شد. در سال ۱۹۶۱ جایزه به جای یک رکابزن به یک تیم داده شد و یک تیم محلی برندهٔ این جایزه شد.
در طول سال‌ها تغییراتی در سیستم اعطای جایزه ایجاد شده‌است. در برخی دوره‌ها امتیازاتی به رکابزنان مهاجم داده می‌شد و کسی که در پایان تور بیشترین امتیاز را داشت، جنگنده‌ترین رکابزن شناخته می‌شد. لزومی نداشت که رکابزن، تور را به پایان برساند. برای نمونه، سیریل گیمار با وجود به پایان نرساندن تور ۱۹۷۲ برندهٔ جایزه شد.

## سیستم کنونی
در سیستم کنونی که از سال ۲۰۰۳ اعمال می‌شود، هیئتی از هشت متخصص دوچرخه‌سواری، جنگنده‌ترین رکابزن هر مرحله (به جز تایم تریل‌ها) را برمی‌گزیند. پیراهن خاصی برای برندهٔ تهاجمی‌ترین رکابزن مرحلهٔ قبل وجود ندارد؛ ولی با شمارهٔ پشتش شناخته می‌شود. شمارهٔ سفید در زمینهٔ قرمز به جای شمارهٔ سیاه در زمینهٔ سفید معرف جنگنده‌ترین رکابزن است.
در پایان تور، جایزهٔ ابرجنگندگی به تهاجمی‌ترین رکابزن مسابقه داده می‌شود. اکنون آنتارگاز حامی مالی این جایزه است و مبلغ آن ۲۰ هزار یورو است.